# 中村藤一
中村 藤一（なかむら とういち、1876年（明治9年）9月 - 1945年（昭和20年）12月7日）は、日本の実業家。元日本製粉代表取締役会長。

## 人物・経歴
長崎県出身。長崎県立長崎中学校を経て、1899年高等商業学校（現一橋大学）保険科専攻部卒業、三井物産入社。三井物産では本店金物掛主任、大阪支店次席、神戸支店長、本店営業部長等を歴任した。
1928年には経営不振が続いていた日本製粉の鈴木商店所有株式が三井に渡り、それに伴い同年から日本製粉代表取締役専務取締役に就き経営にあたった。後任の三井物産営業部長には向井忠晴が就いた。
安川雄之助が三井財閥から退くと、1936年に日本製粉取締役会長兼代表取締役専務取締役に就任した。1940年全国製粉協会理事、全国製粉配給取締役、日本製粉取締役会長。1941年日本製粉相談役。

## 親族
妻タケは衆議院議員や第十銀行頭取を務めた佐竹作太郎の長女。長女シゲはライオン油脂第2代社長小林寅次郎の妻。三女寿恵は元日本銀行総裁宇佐美洵の妻。